# Patio de Samán
Patio de Samán es un caserío peruano ubicado en el distrito de Marcavelica, perteneciente a la provincia de Sullana del departamento de Piura, al norte del Perú.

## Demografía
En el 2017 Patio de Samán tenía una población de 32 habitantes.
| Gráfica de evolución demográfica de Patio de Samán entre 1993 y 2017 |
|                                                                      |
| Fuentes: Población 1993 y 2017                                       |